# Velika loža Bosne i Hercegovine
Velika loža Bosne i Hercegovine, skraćeno VLBiH, je regularna slobodnozidarska velika loža u Bosni i Hercegovini. Osnovana je 2005. godine uz pomoć Velike lože Austrije i Velike lože Slovenije.

## Povijest
Nakon stjecanja neovisnosti 1992. godine koje je uslijedilo raspadom komunističke Jugoslavije te po završetku Rata u prosincu 1995. godine postupno se oživljava slobodno zidarstvo u Bosni i Hercegovini pod pokroviteljstvom Velike lože Austrije i slovenskih slobodnih zidara. Edvin Dervišević je prvi koji je 1997. godine razgovarao s austrijskom slobodnim zidarima iz Koruške. Naredne, 1998. godine razgovara se s još četvoricom koji će činiti jezgro prve deputacijske Lože "Lux Bosnia" u koju je Velika loža Austrije unijela svjetlo 19. lipnja 1999. godine u slovenskom mjestu Dragomer. Lože "Lux Bosnia" se sve do 2003. godine sastajala u Dragomeru kada s radom prelazi u Sarajevo. Nakon toga osnivaju se još dvije deputacijske lože u Sarajevu, i to Loža "Ivo Andrić" u lipnju 2004. i Loža "Veritas" u siječnju 2005. godine. Spomenute tri lože osnivaju prvu bosanskohercegovačku veliku ložu, Veliku ložu Bosne i Hercegovine, u travnju 2005. godine u Sarajevu, a za prvog velikog mastora izabran je Edvin Dervišević. Dvije i pol godine nakon osnivanja, Ujedinjena velika loža Engleske (UGLE) je priznala Veliku ložu kao regularnu.
U Tuzli je u listopadu 2010. godine utemeljena Loža "Europa" br. 4 kao dio je lanca istoimenih masonskih loža koje rade pod okriljem regularnih velikih loža u Europi. Nekoliko godina kasnije ova loža će se preseliti u Sarajevo. U Mostaru je osnovana Loža "Günter Hödl" u lipnju 2011. godine, dok je u Banja Luci osnovana Loža "Phoenix" u studenom 2012. godine. Istraživačka Loža "Quatuor Coronati" br. 7 osnovana je 3. listopada 2015. godine u Sarajevu. Do 2022. osnovane su još dvije lože, Loža "Libertas" u Tuzli (2019.) te Loža "Polaris" u Bijeljini. U svibnju 2022. godine u Sarajevu je organiziran simpozij loža "Europa" na temu Identitet Europe, sličnosti i različitosti.

## Ustroj
Sjedište Velike lože Bosne i Hercegovine je u Sarajevu. 
Velika loža od osnivanje djeluje kroz nekoliko pravnih subjekata koji su kao nevladine udruge registrirane kod nadležnih tijela. Prvo je bilo Udruženje građana "Lux Bosniae" sa sjedištem u Sarajevu, Nakon toga dolazi Udruga građana "Velika loža u Bosni i Hercegovini" sa sjedištem u Sarajevu. Kasnije se mijenja naziv udruge u Udruženje "Velika loža u Bosni i Hercegovini" kada se mijenja i sjediše u Brčko distrikt.

### Lože
Pod zaštitom ove velike lože u svibnju 2024. godine djeluje devet loža, od toga pet u Sarajevu te po jedna u Banja Luci, Mostaru, Tuzli i Bijeljini, dok je jedna loža u osnivanju.
- Loža "Lux Bosnia" br. 1, Sarajevo – osnovana je 1999. godine pod zaštitom Velike lože Austrije, a do 2003. godine je radila u slovenskom mjestu Dragomer.
- Loža "Ivo Andrić" br. 2, Sarajevo – nosi naziv po književniku i slobodnom zidaru Ivi Andriću, dobitniku Nobelove nagrada za književnost, a osnovana je 2004. godine pod zaštitom Velike lože Austrije.
- Loža "Veritas" br. 3, Sarajevo – nosi naziv po latinskoj riječi za istinu, a osnovana je 2005. godine pod zaštitom Velike lože Austrije.
- Loža "Europa" br. 4, Sarajevo – nosi naziv po kontinentu Europa i dio je lanca istoimenih loža koje rade pod okriljem regularnih velikih loža u Europi.[14][15]
- Loža "Phoenix" br. 5, Banja Luka – nosi naziv po mitološkom biću feniks.
- Loža "Günter Hödl" br. 6, Mostar – nosi naziv po austrijskom povjesničaru i slobodnom zidaru Günteru Hödlu, dugogodišnjem rektoru Sveučilišta u Klagenfurtu, koji je bio pomoćnik velikog majstora Velike lože Austrije te koordinirao aktivnosti na obnovi masonerije u Bosni i Hercegovini.[7]
- Loža "Quatuor Coronati" br. 7, Sarajevo – ova istraživačka loža nosi naziv po najstarijoj istraživačkoj Loži "Quatuor Coronati" br. 2076, osnovanoj 1886. godine pod zaštitom Ujedinjene velike lože Engleske (UGLE).
- Loža "Libertas" br. 8, Tuzla – nosi naziv po latinskoj riječi za slobodu te po Libertas, božici i personifikaciji slobode u rimskoj mitologiji.
- Loža "Polaris" br. 9, Bijeljina – nosi naziv po latinskom nazivu zvijezde Sjevernjače.
- Loža "Ka iskrenosti" (u osnivanju)[16] – peripatetička loža.

### Uprava
Velikom ložom Bosne i Hercegovine upravlja veliki majstor koji se bira na trogodišnje razdoblje. Dosadašnji veliki majstori su:
1. Edvin Dervišević (2005. – 2011.)
2. Mirsad Đugum (2011. – 2014.)
3. Izet Rađo (2014. – 2017.)

### Međunarodna suradnja
Velika loža sudjeluje u radu Svjetske konferencije regularnih velikih loža. Također, potpisala je povelje o prijateljstvu i međusobnom priznavanju s preko 100 regularnih velikih loža.

### Obredi
Primarni obred Velike lože Bosne i Hercegovine je Austrijski Schröderov obred. Velika loža upravlja simboličkim stupnjevima plave lože (učenik, pomoćnik i majstor) i delegira upravljanje visokim stupnjevima na dodatna tijela i redove.

## Pridružena tijela i redovi
Upravljanje visokim stupnjevima ova velika loža provodi kroz bočna tijela i redove od kojih svaki predstavlja jedan obred a na temelju potpisanih konkordata. Dva su bočna reda u Bosni i Hercegovini:
- Veliki savjet Starog i prihvaćenog slobodnozidarskog škotskog reda Bosne i Hercegovine – nadležno za rad Škotskog obreda.
- Veliki kapitel zidara kraljevskog luka Bosne i Hercegovine – nadležan za rad Kraljevskog luka.

Pod zaštitom ove velike lože djeluje i Red DeMolay za dječake i mlade muškarce u dobi od 12 do 21 godine.

### Škotski red
Veliki savjet Starog i prihvaćenog slobodnozidarskog škotskog reda Bosne i Hercegovine osnovan je 23. rujna 2006. godine uz pomoć vrhovnih vijeća SAD (Južna jurisdikcija), Slovenije, Francuske, Grčke i Njemačke. Član je Europske konfederacije vrhovnih vijeća (engl. European Confederation of Supreme Councils).
Pod okriljem Velikog savjeta rade po jedna loža savršenstva, kapitel ružinog križa, koncil kadoša i konzistorij:
- Loža savršenstva "Bratstvo"
- Kapitel ružinog križa "Ex Ponto" – nosi naziv po knjizi stihova Ex Ponto koju je napisao književnik i slobodni zidar Ivo Andrić.
- Koncil kadoša "Svjetionik" – nosi naziv po svjetioniku.
- Konzistorij "Veritas" – nosi naziv po latinskoj riječi za istinu.

## Vanjske poveznice
- Službena stranica